# Chamaesphecia aerifrons
Chamaesphecia aerifrons is een vlinder uit de familie wespvlinders (Sesiidae), onderfamilie Sesiinae.
De wetenschappelijke naam van de soort is voor het eerst geldig gepubliceerd door Zeller in 1847. De soort komt voor in het Palearctisch gebied.